# ポートランド州立大学

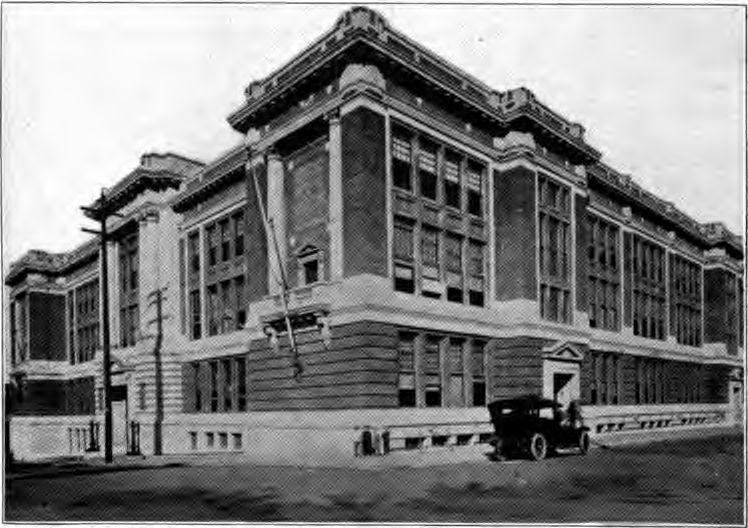
かつて高校だったリンカーン・ホール（1920年頃）

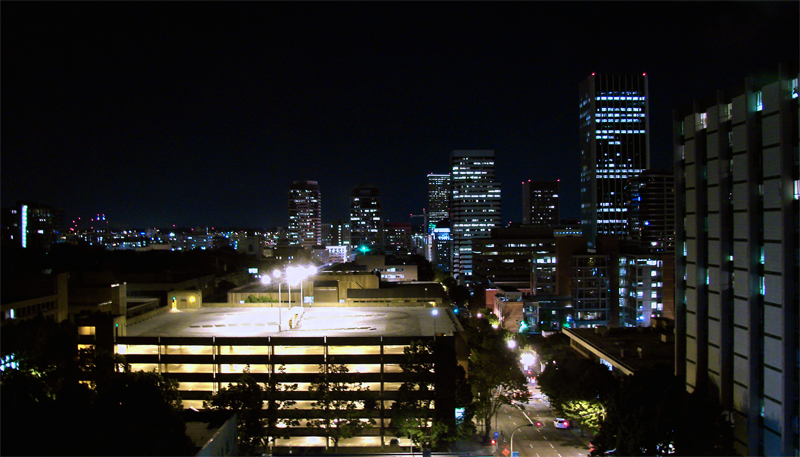
夜のキャンパス

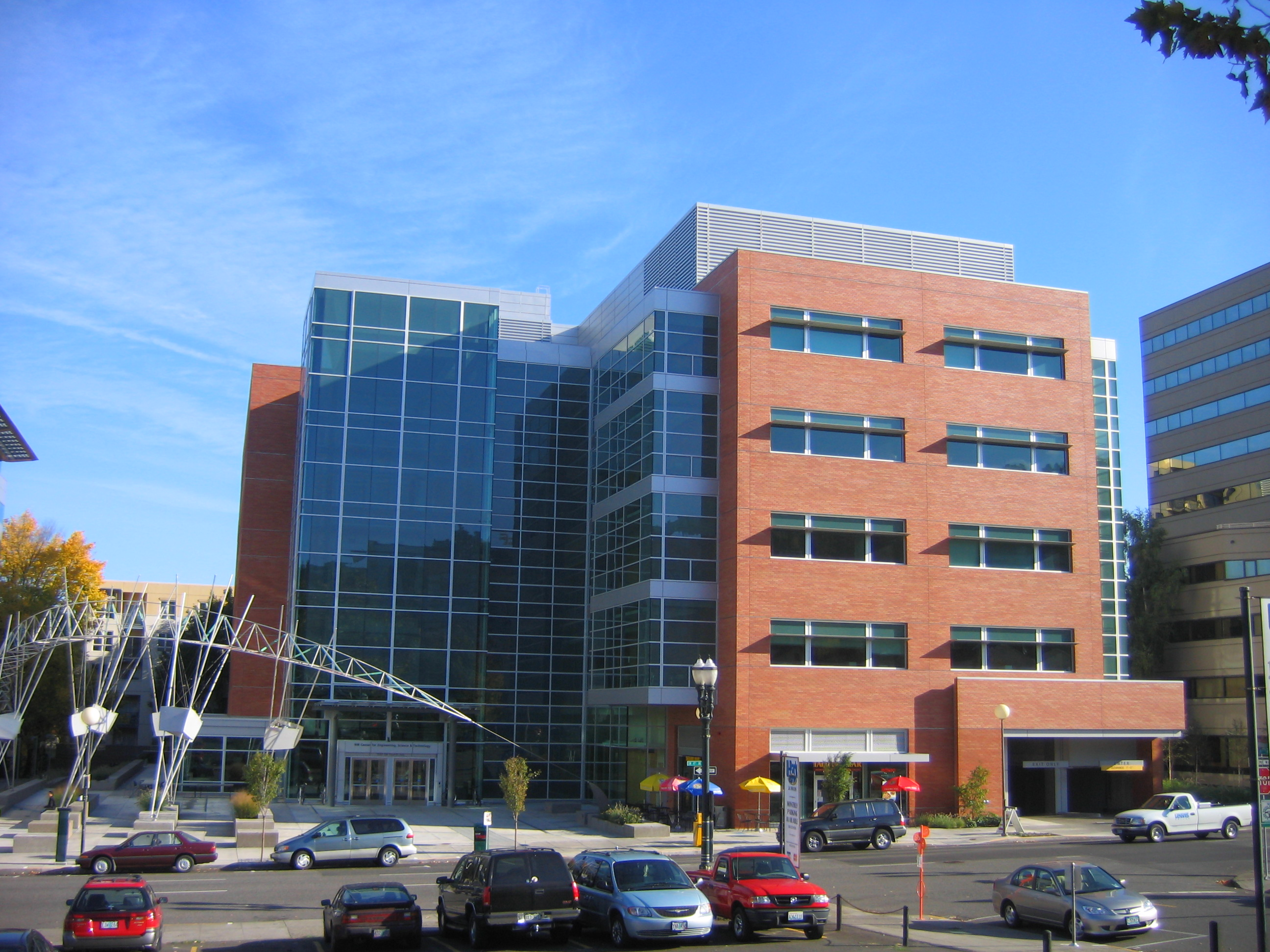
情報工学部

ポートランド州立大学（英: Portland State University）は、アメリカ合衆国オレゴン州のポートランドにある州立大学。第二次世界大戦後に退役軍人の職業訓練校として設立され、1969年に大学に昇格した。オレゴン州の州立大学で唯一大都市に立地している。
ポートランド州立大学は7つのカレッジからなり、123の分野で学士号を117の分野で大学院の学位の取得ができる。アスリートチームはポートランドステートバイキングスとして知られており、スクールカラーは緑と白。NCAAのDivision I

## 歴史
1946年、第2次世界大戦の退役軍人を対象とする高等教育機関の需要が高まったのを受けて、ヴァンポート・エクステンション・センター（Vanport Extension Center）として創立。1948年にポートランドを襲ったヴァンポート洪水に耐えて閉校を拒んだため、「不滅の大学」の名が知れ渡った。1952年、ポートランド市街地に移転し、南西ブロードウェイ通りのリンカーン高等学校が所有するも空き家だった建物を使い始めた。1955年、ポートランド州立大学（Portland State College）に改称し、4年制の学位授与機関へ成長したことを強調した。
その後20年間、州内の他の州立大学と重複するプログラムを新設してはならないと定める法令により、ポートランド州立大学の発展は制限された。（オレゴン大学とオレゴン州立大学は同法の適用から除外された）1961年に大学院課程、1968年には博士課程が設置された。1969年、オレゴン州高等教育委員会の認定を受け、"College" が "University" に置き換わったポートランド州立大学（Portland State University）に改称。1994年、従来の学部課程の教育方針を撤廃し、"University Studies" と呼ばれる新しい学際的な一般教育プログラムを採用した。このプログラムは学内外民研で議論を呼び起こしているが、その是非はともかく、アメリカ規模でポートランド州立大学を知らしめている理由の一つになっている。U.S.News & World Report 誌は、University Studies を "Program to Look For" の一つに加えている。2003年、黒人研究（Black Studies）の学位授与が承認された。また同年、新築の建物にアメリカ先住民研究の支援センターを設置した。ポートランド州立大学の人種構成の90%以上は白人が占めているが、より多様な人種構成を促進している。2004年、Fariborz Maseeh 博士はマシア財団を通じて、800万ドルを情報工学部（College of Engineering and Computer Science）に寄付した。これは当時、ポートランド州立大学への単独の寄付としては最大のものであった。これを受けて同学部は、Maseeh 情報工学部（Maseeh College of Engineering and Computer Science）に改称した。
2004年5月、オレゴン健康科学大学（OHSU）と共同で米国初となるバイオメディカルインフォマティクスのプログラムを設置した。
2005年初頭、ミッチ・グリーンリック州議会議員と共同スポンサーは、ポートランド州立大学とオレゴン健康科学大学を合併させる法案をオレゴン州下院に提出した。同法案は、両大学の学長を始めとする多くの反対を呼び、結局廃案に帰した。
2006年5月、マイクロソフト最高経営責任者のスティーブ・バルマーがポートランド州立大学の工学部の新建築物 "Northwest Center for Engineering, Science and Technology" の開館式典を支援した。この新建築物はPSUにおける工学・科学技術分野の重点化の中枢を為し、Masseh 情報工学部を活性化することにより、研究資金の推進、一流の教員の確保、産学協力の拡大などを目的とするものである。また、13万平方フィートの面積に教室やオフィス、41の研究室を構えており、それらは環境上持続可能な設計によっている。
2007年3月、グリーンリッチ議員は、法案 HB 3034  を提出し、ポートランド州立大学をオレゴン大学システムから除名させると共に管理権をオレゴン健康科学大学と同化させ、ポートランド都市大学委員会（Portland Metropolitan Universities Board）を設置することを提案した。3月19日に公聴会が開かれたが、ポートランド州立大学とオレゴン健康科学大学の両代表陣はこの提案に反対した。
創設者と歴代学長：
ステーブン E. エプラー (ヴァンポート エクステンション センター), 1946–1952
ジョン F.クリーマー, 1955–1958
ブランドフォード P. ミラー, 1959–1968
グレゴリー B. ウォルフェ, 1968–1974
ジョセフ C. ブルーメル, 1974–1986
ナタリ A. シクロ, 1986–1988
ロジャー N. エドギングトン (暫定学長), 1988–1990
ジュディス A. ラマリー, 1990–1997
ダニエル O. バーンスティン, 1997–2007
マイケル F. リアドン (暫定学長), 2007–2008
ウィム ウィウェル, 2008–2017
ラマ ショーレシ, 2017–2019 
ステーブン パーシー (暫定学長 2019–2020), 2020–2023
アン カッド, 2023–現在

## 学問
Princeton Review 誌は、"Best in the West" の一つにポートランド州立大学を挙げ、"College of Conscience" と称している。開学当初の伝統的な教養大学から米国を代表する研究大学へと成長を進めると共に、多くの分野において博士課程の需要が高まり、次々と博士課程のプログラムが設置されている。近年では、数学、生物学、化学、情報工学、応用心理学、技術経営、社会学の博士課程が追加された。

### Rankings
| Education                 | 108 |
| Biological Sciences       | 175 |
| Fine Arts                 | 98  |
| Health Care Management    | 47  |
| Physics                   | 146 |
| Psychology                | 211 |
| Public Affairs            | 52  |
| Rehabilitation Counseling | 18  |
| Social Work               | 38  |
| Sociology                 | 96  |
| Speech-Language Pathology | 69  |

ポートランド州立大学の経営学部（The School of Business）はアメリカ国内で広く認められており、Aspen Institute Center for Business Education の隔年ランキング "Aspen Institute Center for Business Education" において世界22位の評価を受けた（2007-2008）。この調査は、社会問題や環境問題を経営学のカリキュラムや研究に統合した刷新的なMBAプログラムに焦点を当てている。同経営学部はプリンストン・レビューの "Best 143 Business Schools" に掲載されるなど、他の調査でも高い評価を得ている。
2021年8月には、 社会科学分野における影響力のある科学論文出典の世界のトップ500大学にランクイン。 また、9月には Princeton Review 誌 によって、再び、アメリカ西部のベスト126校に選ばれ、全国で最高の387の大学の1つに選ばれた。
学部
- College of Education
- College of the Arts
- College of Urban and Public Affairs
- College of Liberal Arts and Sciences
- MASEEH College of Engineering and Computer Science
- School of Public Health
- The School of Business
- University Honors College

大学院
- Graduate School